# Purificação ritual

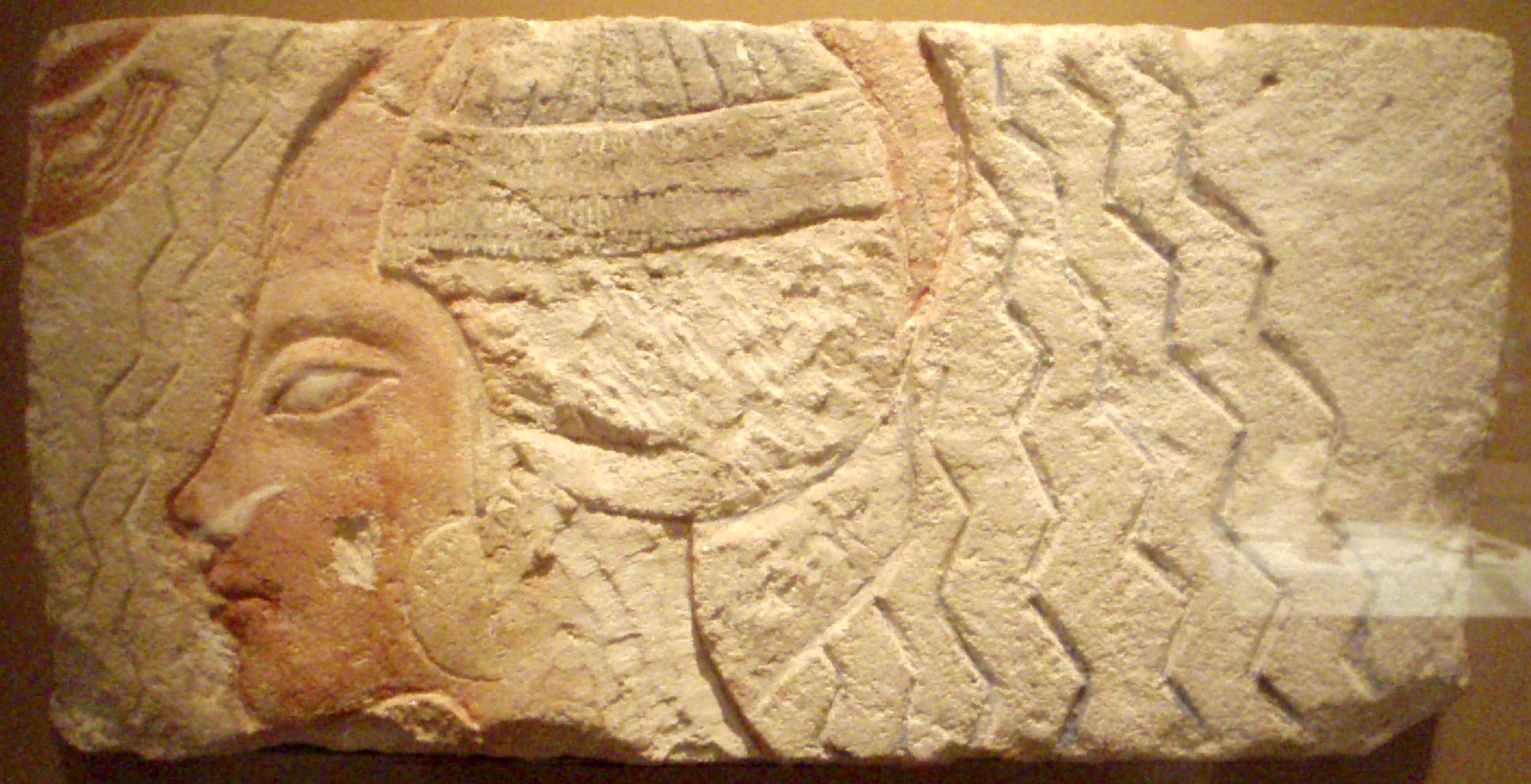
Rainha egípcia Kiya durante um ritual de purificação em Amarna (século XIV a.C.).

Purificação ritual é uma característica de muitas religiões. O objetivo destes rituais é remover quaisquer impurezas especificamente definidas antes de se desenvolver um tipo particular de a(c)tividade, especialmente antes da adoração de uma divindade. Esta impureza ritual não é, todavia, idêntica à impureza física costumeira, tal como nódoas de sujeira; não obstante, todos os fluidos corporais são geralmente considerados ritualmente impuros, e algumas religiões reservam tratamento especial para o sêmen e sangue menstrual, encarados como particularmente impuros.
A maioria destes rituais existiam muito antes que se soubesse que micróbios causam doenças, e têm papel de destaque desde os mais antigos sistemas religiosaos conhecidos do Oriente Próximo. Alguns escritores comentam que as semelhanças entre ações de limpeza, manifestadas por aqueles que sofrem de TOC e os dos ritos de purificação religiosos, apontam para uma origem comum no comportamento de cuidar da aparência manifestados por primatas. Outros autores, contudo, vinculam estes rituais a tabus primitivos.

## Cristianismo

### Batismo
O Batismo é um rito de passagem, feito normalmente com água sobre o iniciado através da imersão, efusão ou aspersão. Perdoando automaticamente o fiel de qualquer pecado cometido anteriormente.

### Reconciliação ou Penitência
É a confissão dos pecados a um sacerdote, que aplica a penitência para, uma vez cumprida, propiciar a reconciliação com Cristo. Por outras palavras, é o sacramento que dá ao cristão católico a oportunidade de reconhecer as suas faltas e, se delas estiver arrependido, ser perdoado por Deus.
Do ponto de vista formal, o confessante se ajoelha perante um sacerdote, o confessor, e a ele declara que pecou, que deseja confessar o que fez e pedir a Deus que perdoe os seus pecados.
Após ouvi-lo, cabe ao sacerdote oferecer as suas palavras de conselho, de censura, de orientação e conforto ao penitente, recomendando a penitência a ser cumprida.

### Unção dos enfermos
A unção dos enfermos é o sacramento pelo qual o sacerdote reza e unge os enfermos para estimular-lhes a cura mediante a fé, ouve deles os arrependimentos e promove-lhes o perdão.

## Espiritismo
Para o espiritismo as pessoas são purificadas pelo processo de reencarnação.
Os homens reencarnam porque é da Lei de Progresso que exista o aperfeiçoamento constante. Mas chega um dia em que não mais é preciso encarnar – é quando o Espírito atingiu o cume da evolução, quando não precisa mais da matéria para evoluir. Ele chegou então à condição de Espírito puro, ou seja, depurado das imperfeições que nos caracterizam até atingirmos esse nível evolutivo. Mas, até que se torne Espírito puro, a criatura humana precisa da matéria para aprender e adquirir os valores intelectuais e morais que se incorporarão ao ser imortal.
Como o Espírito não consegue aprender tudo o que é necessário para tornar-se um Espírito puro em uma única encarnação, ele recebe de Deus a graça de continuar em outras vidas o que apenas começou na primeira. Daí serem necessárias muitas e muitas encarnações para terminar o aprendizado